# Tromatobia nipponica
Tromatobia nipponica är en stekelart som beskrevs av Tohru Uchida 1928. Tromatobia nipponica ingår i släktet Tromatobia och familjen brokparasitsteklar. Inga underarter finns listade i Catalogue of Life.